# Холуповка (Смоленская область)
Холуповка — деревня в Рославльском районе Смоленской области России. Входит в состав Рославлького сельского поселения. Население — 32 жителя (2007 год). 
Расположена в южной части области в 16 км к северо-западу от Рославля, в 1 км восточнее автодороги А141 Орёл — Витебск, на берегу реки Чёрная. В 2 км южнее деревни расположена железнодорожная станция Крапивенская на линии Смоленск — Рославль. 

## История
В годы Великой Отечественной войны деревня была оккупирована гитлеровскими войсками в августе 1941 года, освобождена в сентябре 1943 года.
В деревне родился Герой Советского Союза Фёдор Титов.